# Gaetano De Marchi
Gaetano De Marchi (1792 – 1868) è stato un politico italiano.

## Biografia
Fu deputato del Regno di Sardegna ininterrottamente dalla I alla V legislatura. Fu nominato vicepresidente della Camera dei deputati del Parlamento Subalpino il 16 maggio 1848.